# Un affare di donne
Un affare di donne (Une affaire de femmes) è un film del 1988 diretto da Claude Chabrol.
La pellicola è liberamente ispirata al libro Une affaire de femmes di Francis Szpiner e alla storia vera di Marie-Louise Giraud, una delle ultime donne ad essere ghigliottinate in Francia.

## Trama
Cherbourg, durante l'occupazione tedesca: Marie Latour, trentenne, madre di due bambini, aiuta per solidarietà una sua vicina ad abortire in quanto il marito, partito al fronte, non vuole tenere il bambino. Paul, il marito di Marie, torna intanto sconfitto dalla guerra, scontrandosi con l'indifferenza della donna, insoddisfatta della propria situazione e non più attratta dall'uomo. Nel frattempo si diffonde la voce sui servizi che Marie è in grado di fornire, il che l'aiuta a migliorare la propria condizione economica e a cambiare casa. L'incontro con Lucie, una prostituta, costituisce un'ulteriore opportunità: la ospita nella propria abitazione, intascando parte dei proventi. La donna accoglierà anche altre prostitute, tra cui Marcelle. L'avvenenza di uno dei suoi clienti risveglia in lei anche la sopita sensualità. È un rastrellatore, che, ogni volta che c'è un attentato contro i nazisti o contro un'autorità di Vichy, manda 50 persone alla fucilazione.
In tempo di guerra, le ragioni per abortire non mancano: mariti prigionieri, relazioni fugaci o colpevoli con l'occupante, prole troppo numerosa per poter essere sfamata. Marie arriva così a concedersi tutti gli sfizi prima impossibili, con l'intento di realizzare il suo sogno di diventare una cantante. Paul accetta la situazione per amore della moglie, ma alla fine non regge alla totale umiliazione cui è costretto - Marie tenta addirittura di mandarlo tra le braccia della Tata - e la denuncia in forma anonima. Marie viene trasferita a Parigi, e - pur pentendosi - non sfugge alla condanna capitale, comminatale nel giugno 1942. Il 30 luglio la lama della ghigliottina cade sul collo di una delle ultime donne giustiziate in Francia.

## Distribuzione
Il film è stato presentato in concorso alla Mostra del cinema di Venezia, dove la protagonista Isabelle Huppert ha ricevuto la Coppa Volpi per la migliore interpretazione femminile.

## Riconoscimenti
- 1988 - Mostra del cinema di Venezia
  - Miglior interpretazione femminile a Isabelle Huppert
  - Candidato al Leone d'oro a Claude Chabrol
- 1989 - Golden Globe
  - Candidatura come Miglior film straniero (Francia)
- 1989 - Premio César
  - Candidatura per la Migliore regia a Claude Chabrol
  - Candidatura per la Miglior attrice protagonista a Isabelle Huppert
  - Candidatura per la Migliore attrice non protagonista a Marie Trintignant
- 1989 - National Board of Review Awards
  - Miglior film straniero (Francia)
- 1990 - Kansas City Film Critics Circle Awards
  - Miglior film straniero (Francia)
- 1988 - Seminci
  - Espiga de plata e premio per la miglior attrice a Isabelle Huppert